# Diplosoma mitsukuri
Diplosoma mitsukuri är en sjöpungsart som beskrevs av Asajiro Oka 1892. Diplosoma mitsukuri ingår i släktet Diplosoma och familjen Didemnidae. Inga underarter finns listade i Catalogue of Life.